# 科迪納峰
82°48′S 53°30′W / 82.800°S 53.500°W
科迪納峰（英語：Cordiner Peaks）是南極洲的山峰，位於伊利沙伯女皇地，屬於彭薩科拉山脈的一部分，處於杜費克山西南面15公里，在1956年1月13日由美國海軍發現。